# The Fountain (Film)
The Fountain (etwa Der Brunnen oder Die Quelle) ist ein mehrere Jahrhunderte umspannender Fantasyfilm des US-amerikanischen Regisseurs und Drehbuchautors Darren Aronofsky aus dem Jahr 2006. Die Handlung entfaltet sich über drei ineinander verzahnte Zeitebenen und beschreibt die Geschichte einer Suche nach dem Jungbrunnen in Form eines lebenden Organismus, wobei die Themen „Liebe, Tod, Unsterblichkeit und die Zerbrechlichkeit menschlicher Existenz“ dominieren.
Die Premiere fand bei den 63. Filmfestspielen von Venedig statt, in Deutschland war der Film ab dem 18. Januar 2007 in den Kinos zu sehen.

## Handlung
Der Film besteht aus drei ineinander verwobenen Handlungssträngen, die insgesamt eine Zeitspanne von 1000 Jahren umfassen:
1. Im Jahr 1535 sucht der spanische Conquistador Tomás nach dem Baum des Lebens, der am Jungbrunnen im Reich der Maya wachsen soll, um dessen Saft seiner geliebten Königin Isabel zu bringen, um sie vor dem Tod zu bewahren.
2. In der Gegenwart versucht der Wissenschaftler Tommy Creo verzweifelt mit Hilfe von Pflanzenextrakten aus dem Regenwald Guatemalas ein Medikament zu entwickeln, um seine Frau Izzi vor dem Tod durch einen Hirntumor zu retten. Das Präparat entfaltet erstaunliche Wirkungen, ist aber noch nicht das erstrebte Heilmittel. Izzi hat mittlerweile ein Buch geschrieben, das die Geschichte des Conquistadors Tomás erzählt. Das Buch ist allerdings noch nicht fertig: Tom soll das letzte Kapitel ergänzen.
3. Erst im Jahr 2500 erhält Tommy, nach einer fantastischen, in die Transzendenz führenden Reise durch das Raum-Zeit-Kontinuum in einer großen Blase, Antworten auf seine Fragen. Diese inspirieren ihn, einen in der Blase wachsenden Baum (wieder eine Inkarnation Izzis) zu dem sterbenden Stern Xibalbá zu bringen, der nach den Vorstellungen der Maya ein Ort im Jenseits ist, an dem Tote wiedergeboren werden können.

Im Laufe des Films werden diese drei Zeitwelten durch wiederkehrende Symbole (der Ehering, der Baum des Lebens, die Sternenkonstellation, der Nebel von Xibalbá u. a.) miteinander verknüpft und erzählen so eine Geschichte der Suche nach dem ewigen Leben. Die Angst vor dem Tod und vor dem Verlust wiederholt sich in jeder Epoche, durch Reinkarnation entsteht eine neue Geschichte. Die Wiedergeburt ist dabei weniger eine neue Möglichkeit, das Schicksal zu verändern, als ein Drang, es wieder und wieder zu erleben, bis zur Erlösung. Die Quelle des ewigen Lebens liegt nicht im Finden eines Heilmittels (der Baum des ewigen Lebens), sondern im Akzeptieren des Sterbens, im Eingehen in die Kreisläufe der Natur.

## Produktion
Am 21. April 2001 gab Darren Aronofsky bekannt, er plane einen noch namenlosen, epischen Science-Fiction-Film, produziert von Warner Bros. und Village Roadshow; man stehe in „ernsthaften Verhandlungen“ mit Brad Pitt für die Hauptrolle. Außerdem versuche man, Cate Blanchett für das Projekt zu gewinnen. Aronofsky erklärte, er wolle einen Sci-Fi-Film machen, der über Technologie und Wissenschaft hinausginge, die interessanten Dinge seien „die Ideen; die Suche nach Gott, die Suche nach Sinn“. Es sei außerdem die „ambitionierteste Sache, die [er] je getan habe und die größte Herausforderung“. Nach mehreren Verzögerungen, bedingt durch Probleme während der Vorproduktion und Blanchetts Schwangerschaft, sollte die Produktion mit einem Budget von über 70 Millionen US-Dollar beginnen.
Zwei Monate vor Beginn der Produktion verließ Brad Pitt das Projekt, um sich dem Film Troja zu widmen. Trotz Gerüchten, es habe schon während der Vorproduktion „kreative Differenzen“ zwischen Pitt und Aronofsky gegeben, gab letzterer in einem Interview zu Protokoll, der Bruch sei nicht Pitts Schuld: „Der letztendliche Grund, warum [die The Fountain-Produktion] abgebrochen wurde, hat mit Brad zu tun, aber Brad ist nicht dafür verantwortlich. Er ist nicht nach Australien gekommen, aber der Grund dafür liegt in vielen verschiedenen Dingen und hat sowohl mit einigen persönlichen Einstellungen, als auch zuvor bei einem anderen Film gemachten Erfahrungen zu tun.“ Nach Pitts Absage wurde das Projekt auf Eis gelegt.
Am 27. Februar 2004 wurde The Fountain von Aronofsky mit der Hilfe von Warner Bros., aber einem Budget von nur 35 Millionen US-Dollar, wiederbelebt. Zuvor verwirklichte Aronofsky, nach dem geplatzten Projekt mit Pitt, seine Idee allerdings als gleichnamigen Comic bei Vertigo (einem Unterlabel von DC Comics). Hugh Jackman und Rachel Weisz wurden unter Vertrag genommen, Pitt und Blanchett in den Hauptrollen zu ersetzen. Die Produktion begann im November 2004, gefilmt wurde durch 2005 hindurch.

## Kritiken
In der IMDb steht der Film am 3. Juni 2022 bei 7,2 von 10 Punkten (237.409 Stimmen), auf Rotten Tomatoes bei 52 %, in der Zuschauerbewertung allerdings bei 74 %.

„Ein nicht immer leicht zu entschlüsselnder, bildstarker Versuch, das menschheitsbewegende Thema durch die Allegorien und Symmetrien der ineinander verwobenen drei Geschichten auf sehr individuelle Weise für ein an Fantasy-Filmen geschultes Publikum aufzubereiten. – Sehenswert“

„[…] spektakuläre Bilder mit enormer suggestiver Kraft […] Der große Verdienst von Darren Aronofsky ist es, filmische Welten schaffen zu wollen, die als unverfilmbar gelten müssen. […] ganz großes Kino! – Prädikat: Besonders wertvoll“

„[…] eine atemberaubende, berauschende Reise durch drei verschiedene Zeitalter, ein mythisch-visionärer Kinotrip mit dem Thema Leben und Sterben und Unsterblichkeit. Ein überwältigender und mitreißender Film, aus dem ich so begeistert rausgegangen bin, dass ich ihn mir in der nächsten Pressevorführung gleich noch mal angesehen habe. ‚The Fountain‘ ist ein Film, der süchtig macht. Süchtig nach diesen unglaublich wunderbaren Bildern des Alls, nach den geheimnisvollen Ereignissen in diesem fiebrigen, triefenden, dunklen Dschungel, nach den beunruhigenden Ergebnissen dieser ungemein spannenden Suche nach einem Heilmittel. […] Und dann ist es einfach eine wahre Freude, den fantastischen Schauspielern zuzusehen.“

„Darren Aronofsky suhlt sich mit ‚The Fountain‘, ebenfalls ein US-Großauftrag, 97 lange Minuten lang in Eso-Kitsch. […] Der Bildersalat in ‚The Fountain‘ dagegen ist vom Feinsten angerichtet, in einer Kaskade nimmermüder Zentralperspektiven zwischen dem 16. Jahrhundert und der Gegenwart wechselnd. […] Mit erlesenem Pathos und in visuell und akustisch überwiegend güldenen Tönen zelebriert der Film seinen Mix aus Maya-Kultur, Christentum und Buddhismus.“

„Bilder von schwebender Schönheit in ‚The Fountain‘ – […] Esoterischer Quark, unglaubwürdige Liebesgeschichte, halbgares Mythen-Recycling. […] Kein Meisterwerk, aber ambitioniert, originell und seltsam kurz.“

„Dann gibt es noch den Trash, der nicht als solcher gedacht ist, die schlimmste Kategorie von allen: der zur Katastrophe mutierte Kunstfilm. Der heiß ersehnte ‚The Fountain‘ von Darren Aronofsky ist ein solches Exemplar […] Besonders um die Schauspieler kann es einem Leid tun. […] Kunst soll das sein, bedeutungsschwer und wichtig. Tatsächlich ist es nur banal, prätentiös und nervtötend.“